# This Is America
Singles de Childish Gambino
Terrified
(2017) Summertime Magic
(2018)
This Is America est une chanson du rappeur Childish Gambino (nom de scène de Donald Glover), sortie en single le 5 mai 2018. Elle s'est classée directement à la première place du Billboard Hot 100, classement hebdomadaire des 100 chansons les plus populaires aux États-Unis .

## Historique

### Composition
This Is America comprend un chœur gospel et la contribution de plusieurs rappeurs américains : Young Thug, Slim Jxmmi, BlocBoy JB, 21 Savage, ainsi que Quavo délivrent chacun un ad lib.
La chanson parle en premier lieu du racisme contre les Noirs dans les États-Unis modernes ainsi que des violences par arme à feu mais fait aussi références aux violences policières.

### Clip
Le clip est réalisé par Hiro Murai (en). 
Aux MTV Video Music Awards en 2018, il remporte les trophées de la meilleure réalisation, de la meilleure chorégraphie, et de la meilleure vidéo avec un message, et obtient des nominations pour la vidéo de l'année, la meilleure direction artistique, le meilleur montage et la meilleure photographie.

### Réception
Le clip connaît un grand retentissement. Il fait l'objet de nombreuses interprétations, ainsi que l'analyse le journaliste Brice Wattez : « Qu’est-ce que dénonce Childish Gambino exactement ? la violence urbaine et/ou policière ? le racisme ? une spirale terrifiante qui alterne les réjouissances et les agressivités ? les États-Unis sous l’ère Donald Trump ? Le chaos est bel et bien là, tandis que les armes à feu sont traitées avec respect – indices du crime ou fascination morbide ? – après les meurtres commis. Le clip s’achève sur la course effrénée de Childish Gambino, poursuivi par plusieurs personnes : ses amis, la police, ses démons intérieurs ? Cette œuvre n’en finit pas d’interroger. »
Il devient le cinquième clip vidéo à atteindre la barre symbolique des 100 millions de vues en une semaine sur Youtube, après « Gentleman » du chanteur sud-coréen Psy (3 jours), « Look What You Made Me Do » de Taylor Swift (3 jours), « Hello » d'Adele (4 jours), « Wrecking Ball » de Miley Cyrus (6 jours) et « Boy With Luv » de BTS (2jours).
En 2019, lors de la 61e cérémonie des Grammy Awards, la chanson reçoit deux Grammys pour l'enregistrement de l'année et pour la chanson de l'année.

### Polémique
Au mois de juin 2018, Gambino est accusé par des internautes d'avoir plagié la chanson d'un rappeur new-yorkais du nom de Jase Harley, intitulée American Pharaoh. Ce dernier poste un message sur les réseaux sociaux : « Je suis très fier d'être reconnu comme source d'inspiration d'une des plus importantes œuvres musicales et visuelles de notre époque ». Il ne souhaite pas poursuivre son confrère en justice.

## Classements hebdomadaires
| Classements (2018)                     | Meilleure position |
| -------------------------------------- | ------------------ |
| Allemagne (Media Control AG)           | 39                 |
| Australie (ARIA)                       | 1                  |
| Autriche (Ö3 Austria Top 40)           | 20                 |
| Belgique (Flandre Ultratop 50 Singles) | 30                 |
| Canada (Canadian Hot 100)              | 1                  |
| Danemark (Tracklisten)                 | 13                 |
| Écosse (OCC)                           | 11                 |
| Espagne (PROMUSICAE)                   | 46                 |
| États-Unis (Billboard Hot 100)         | 1                  |
| États-Unis (Hot R&B/Hip-Hop Songs)     | 1                  |
| France (SNEP)                          | 19                 |
| Irlande (IRMA)                         | 2                  |
| Italie (FIMI)                          | 49                 |
| Norvège (VG-lista)                     | 10                 |
| Nouvelle-Zélande (RMNZ)                | 1                  |
| Pays-Bas (Single Top 100)              | 19                 |
| Royaume-Uni (UK Singles Chart)         | 6                  |
| Suède (Sverigetopplistan)              | 9                  |
| Suisse (Schweizer Hitparade)           | 16                 |